# Karl Thiersch
Karl Thiersch (Monaco di Baviera, 20 aprile 1822 – Lipsia, 28 aprile 1895) è stato un chirurgo tedesco.

## Biografia
Suo padre fu un filologo Friedrich Thiersch, suo suocero era noto chimico, Justus von Liebig. Un fratello, Ludwig, era un pittore influente, mentre un altro, Heinrich Wilhelm Josias, era un teologo.
Conseguì il dottorato presso l'Università di Monaco nel 1843, dove dal 1848 al 1854 fu prosettore di anatomia patologica. Successivamente diventò professore di chirurgia presso l'Università di Erlangen (dal 1854) e di Lipsia (dal 1867). Durante la prima guerra dello Schleswig, servì come chirurgo sotto la supervisione di Louis Stromeyer (1804-1876), e consulente medico durante la guerra franco-prussiana.
Nel 1865 Thiersch dimostrò l'origine epiteliale del carcinoma, mettendo così in opposizione le idee di Rudolf Virchow. I risultati di Thiersch furono affermati dalla ricerca svolta da Wilhelm von Waldeyer-Hartz (1836-1921) presso l'Università di Breslavia. Modificò anche la tecnica di sterilizzazione antisettica di Joseph Lister sostituendo l'acido salicilico con l'acido carbolico; ed inoltre, fece dei contributi sulla guarigione delle ferite e nella ricerca della necrosi fosforosa della mascella.
Il suo nome è associato con "l'innesto di Thiersch", un metodo di innesto a spacco che ha sviluppato. Questo innesto è talvolta definito come "innesto Ollier-Thiersch" (chiamato con il chirurgo francese Louis Léopold Ollier).

## Opere principali
- Infectionsversuche an Thieren mit dem Inhalte des Choleradarmes Munich, 1856.
- De maxillarum necrosi phosphorica; Leipzig, 1867.
- Der Epithelialkrebs, namentlich der Haut. Eine anatomisch-klinische Untersuchung, Leipzig, 1865
- Klinische Ergebnisse der Lister’schem Wundbehandlung und über den Ersatz der Carbolsäure durch Salicylsäure In: Richard von Volkmann’s Sammlung klinischer Vorträge, Leipzig, No. 84, 85.